# Plurella kottae
Plurella kottae is een zakpijpensoort uit de familie van de Plurellidae. De wetenschappelijke naam van de soort werd in 1996 voor het eerst geldig gepubliceerd door het echtpaar Claude en Françoise Monniot.